# Stor-Åbodsjön
Stor-Åbodsjön är en sjö i Örnsköldsviks kommun i Ångermanland och ingår i Nätraåns huvudavrinningsområde. Sjön har en area på 0,526 kvadratkilometer och ligger 204 meter över havet. Sjön avvattnas av vattendraget Hinnsjöån.

## Delavrinningsområde
Stor-Åbodsjön ingår i det delavrinningsområde (701537-161414) som SMHI kallar för Utloppet av Stor-Åbodsjön. Medelhöjden är 284 meter över havet och ytan är 10,32 kvadratkilometer. Räknas de 6 avrinningsområdena uppströms in blir den ackumulerade arean 83,1 kvadratkilometer. Hinnsjöån som avvattnar avrinningsområdet har biflödesordning 2, vilket innebär att vattnet flödar genom totalt 2 vattendrag innan det når havet efter 37 kilometer. Avrinningsområdet består mestadels av skog (78 procent) och sankmarker (11 procent). Avrinningsområdet har 0,52 kvadratkilometer vattenytor vilket ger det en sjöprocent på 5,1 procent.